# 赤澤昌美
赤澤 昌美（あかざわ まさみ、1968年5月5日 - ）は、熊本県出身の元サッカー選手。ポジションはディフェンダー（DF）。

## 来歴
国見高等学校3年生だった1986年度、高校総体の同校初優勝、冬の高校サッカー選手権の準優勝に貢献。
卒業後は、順天堂大学に進む。
その後、住友金属工業蹴球団に入団し、そのまま鹿島アントラーズに1992年と1993年の2シーズン在籍したがJリーグ発足後にトップチームでの出場機会はなかった。
1994年、コスモ石油サッカー部に移籍。
引退後は、会社員として働きながら、FMかしまのアントラーズ・スピリッツ(水曜日午後6時から午後7時)のサッカーコメンテーターをつとめる。
2022年4月から、かみす防災アリーナの定期教室「大人の室内サッカー(ビギナー)」で指導者をつとめる。

## 所属クラブ
- 国見高等学校
- 住友金属 / 鹿島アントラーズ
- コスモ石油

## 個人成績
| 国内大会個人成績 | 国内大会個人成績 | 国内大会個人成績 | 国内大会個人成績 | 国内大会個人成績 | 国内大会個人成績 | 国内大会個人成績 | 国内大会個人成績 | 国内大会個人成績 | 国内大会個人成績 | 国内大会個人成績 | 国内大会個人成績 |
| 年度             | クラブ           | 背番号           | リーグ           | リーグ戦         | リーグ戦         | リーグ杯         | リーグ杯         | オープン杯       | オープン杯       | 期間通算         | 期間通算         |
| 年度             | クラブ           | 背番号           | リーグ           | 出場             | 得点             | 出場             | 得点             | 出場             | 得点             | 出場             | 得点             |
| 日本             | 日本             | 日本             | 日本             | リーグ戦         | リーグ戦         | リーグ杯         | リーグ杯         | 天皇杯           | 天皇杯           | 期間通算         | 期間通算         |
| ---------------- | ---------------- | ---------------- | ---------------- | ---------------- | ---------------- | ---------------- | ---------------- | ---------------- | ---------------- | ---------------- | ---------------- |
| 1991-92          | 住金             | 36               | JSL2部           | 10               | 0                |                  |                  |                  |                  |                  |                  |
| 1992             | 鹿島             | -                | J                | -                | -                | 0                | 0                | 0                | 0                | 0                | 0                |
| 1993             | 鹿島             | -                | J                | 0                | 0                | 0                | 0                | 0                | 0                | 0                | 0                |
| 通算             | 日本             | 日本             | J                | 0                | 0                | 0                | 0                | 0                | 0                | 0                | 0                |
| 通算             | 日本             | 日本             | JSL2部           | 10               | 0                |                  |                  |                  |                  |                  |                  |
| 総通算           | 総通算           | 総通算           | 総通算           | 10               | 0                |                  |                  |                  |                  |                  |                  |

- JSL（2部）初出場：1991年10月27日 第11節 対コスモ石油戦（四日市市中央緑地公園陸上競技場）